# Castillo de Ermenonville

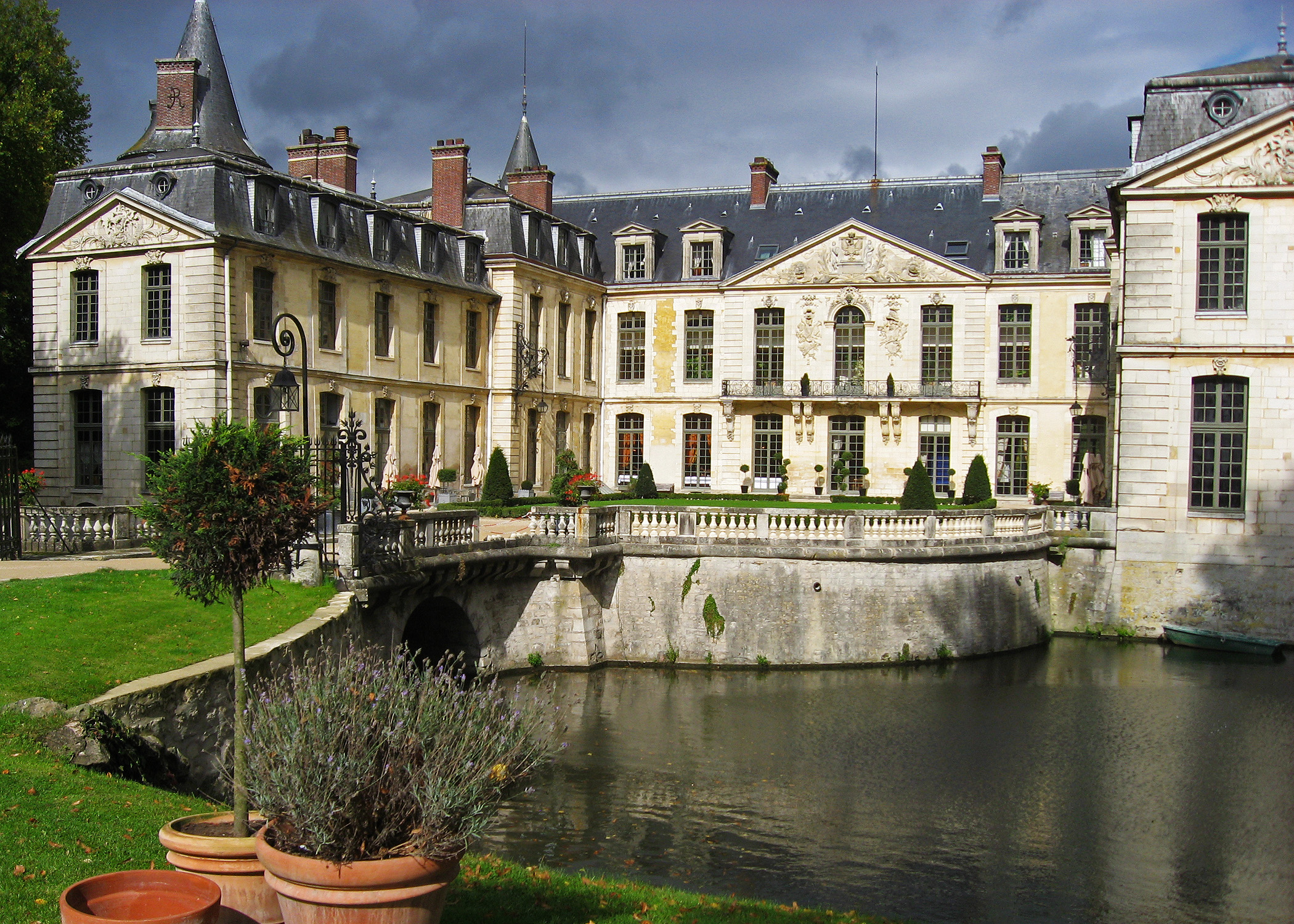
Vista del castillo.

El castillo de Ermenonville, en Francia, está situado en el corazón de una finca principesca, frente al Parc Jean-Jacques Rousseau y rodeado por un foso, con aguas del río Launette.  La arquitectura del castillo sigue la moda imperante en la época de la Ilustración, actualmente ha sido convertido en un hotel.

## Historia
El parque de Ermenonville fue creado por René de Girardin (1835-08), quien había sido oficial del ejército del rey de Polonia Stanislao I Leszczynski, y había luchado en la Guerra de los Siete Años. Girardin, que recibió una importante herencia de su madre René Hatte en 1762, lo que le permitió crear el parque y los jardines de Ermenonville, contó con doscientos trabajadores ingleses para crearlo.
Fue inspirado por la filosofía de Jean-Jacques Rousseau, a través de los libros de 1761, Julie, ou la nouvelle Héloïse, basándose en las obras de los escritores Inglés Joseph Addison, el Papa Alejandro y Anthony Ashley Cooper, tercer conde de Shaftesbury, quienes habían escrito sobre los jardines ingleses.

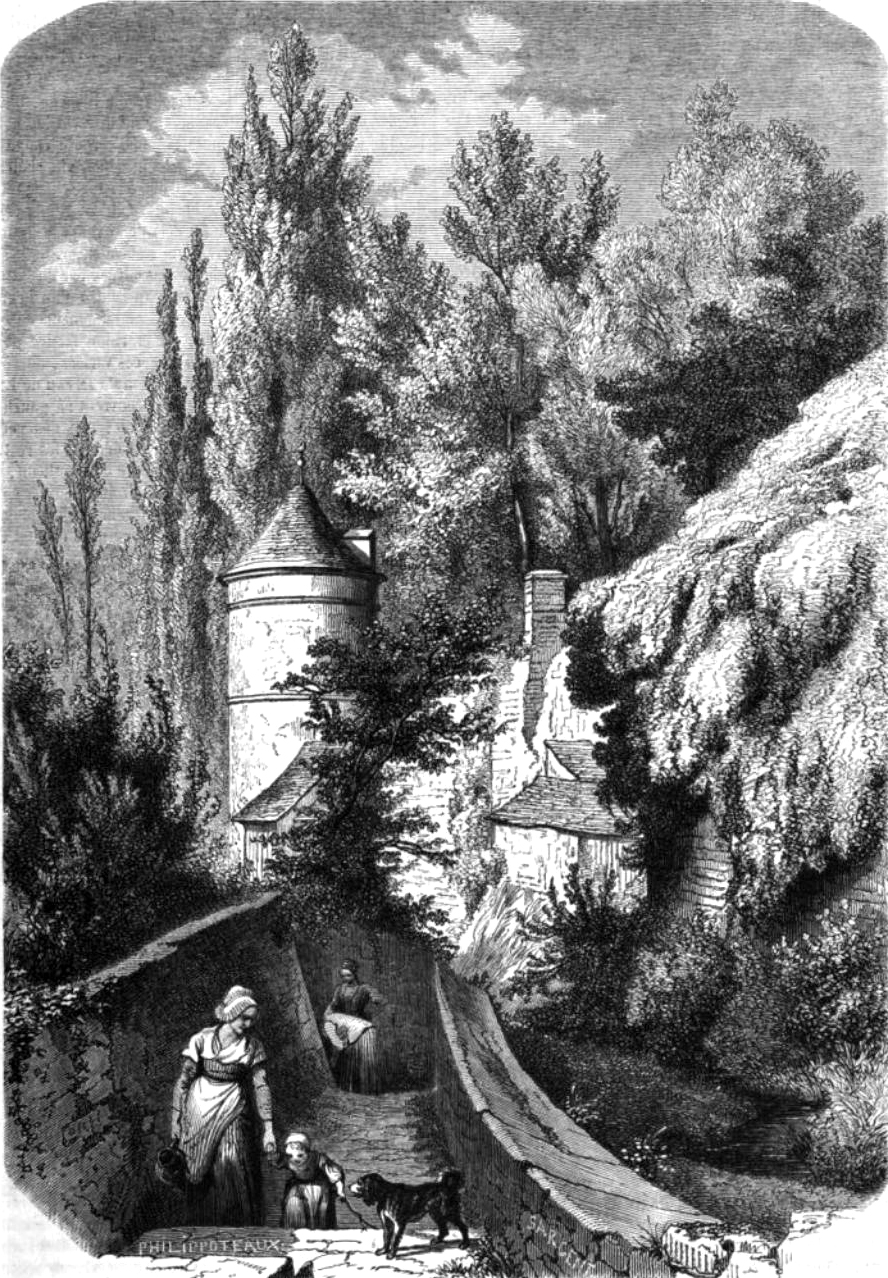
Grabado de los caminos de ronda del château d’Ermenonville.

Girardin trazó el jardín a partir de las ideas expresadas en su ensayo titulado De la composition des paysages sur le terrain ou des moyens d'embellir la nature près des habitations en y joignant l'agréable à l'utile ("En la creación de paisajes, o medios de embellecer la naturaleza, acerca de lugares habitados en la fusión de lo agradable y lo útil "). 
Jean-Jacques Rousseau en 1766
La «Cabane du philosophe», fabrique du Désert (partie du parc nord-ouest), ou Jean-Jacques Rousseau passait de longues heures lors séjour hijo de en 1778. Vers 1860. 
En la década de 1770, Rousseau y Girardin se reunieron en París. En la primavera de 1778, su amigo Thérèse Levasseur cayó enfermo, y su médico le aconsejó tener un descanso en el campo. Entonces los dos trataron de encontrar un nuevo lugar para vivir. 
Girardin, uno de los muchos admiradores de Rousseu, les invitó a permanecer en una casa de campo en su jardín, y lo hicieron a partir de mayo de 1778.  Allí, Rousseau recuperó su entusiasmo extroadinario por la naturaleza. Como le dijo a su amigo Girardin: "Durante hace mucho tiempo, mi corazón me llamaba hacia aquí, y lo que ven mis ojos, me dan ganas de quedarme aquí siempre".
El 4 de julio de 1778, Rousseau fue enterrado en la medianoche, con la luz de las antorchas, en una pequeña isla en el parque que ahora lleva su nombre.

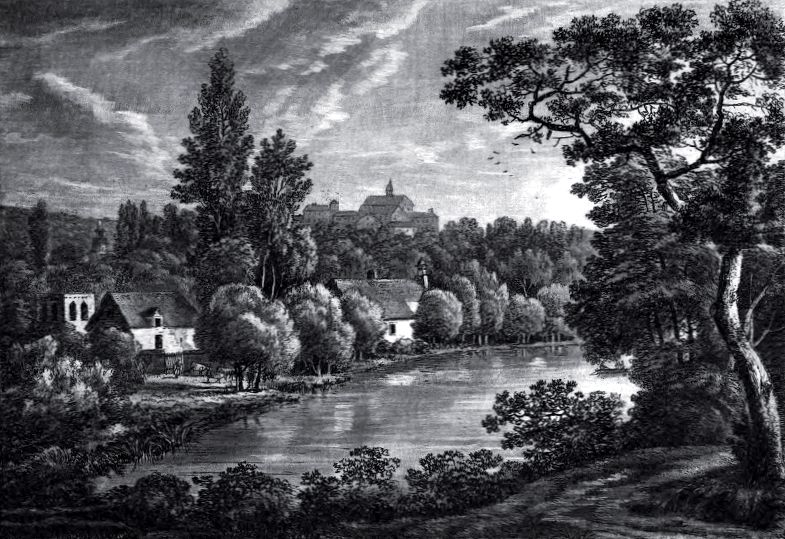
Los edificios localizados en la orilla oeste del Petit Parq. Los barcos y casas en el parque no están a disposición de los caminantes, estos son parte de la Abadía de Chaalis.

El 26 de diciembre de 1787, una violenta tormenta devastó parte del parque, que fueron sólo parcialmente reparado.

## Parque de Ermenonville, o de Jean Jacques Rousseau

Jean-Jacques Rousseau en 1766

El Parc Jean-Jacques Rousseau, es un jardín paisajista francés en Ermenonville, en el departamento de Oise. Su nombre actual es el de Jean-Jacques Rousseau, el filósofo, que disfrutó allí las últimas seis semanas de su vida, como invitado del dueño René de Girardin, marqués de Vauvray. Allí vivió las seis últimas semanas de su vida, y donde murió y fue inhumado en la isla de los álamos en 1778. Hoy en día podemos seguir viendo su tumba, convertida en cenotafio después de que sus restos fueron transferidos al Panteón de París, en 1794.
La parte occidental, llamado "Le Désert" es actualmente administrado por el Instituto de Francia, y la parte norte es un hotel y un restaurante en el castillo de Ermenonville. Las otras partes no están abiertos al público, por diversas razones.
La frondosidad de los árboles de este magnífico parque, en el que se siguió una planificación no geométrica, la cual se deriva de una filosofía de apreciación de la naturaleza salvaje simplemente ordenada por el hombre , los ejemplos franceses de este tipo de paisajismo maduraron al mismo tiempo que el llamado Paisajismo pintoresco inglés o a la inglesa. El parque de la finca Ermenonville va acompañado de numerosos embalses de agua.  
El parque Jean Jacques Rousseau, adquirido en 1985 por el Consejo Regional de l'Oise, es solo una pequeña parte del parque que rodeaba antaño al castillo de Ermenonville.
Creado en 1765 por el marqués René de Girardin, el parque de Ermenonville se inscribe en la tipología de los jardines irregulares pintorescos, de acuerdo con la filosofía de Jean Jacques Rousseau y también coicidente con la moda inglesa en la segunda mitad del siglo XVIII.

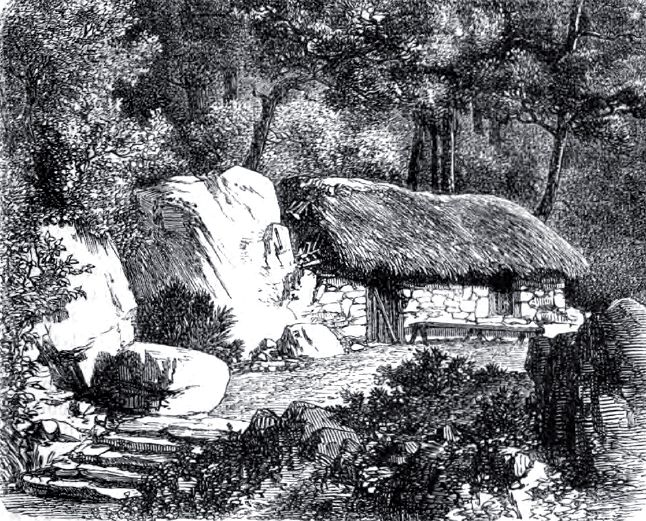
La « cabaña de la filosofía », construcción en el Désert (partiendo del nor oeste del parque), donde Jean-Jacques Rousseau pasaba largas horas durante su estancia en 1778. Alrededor de 1860.

Este estilo de jardín se caracteriza por una transición natural hacia la campiña y la construcción de fábricas románticas, las cuales sirven de elementos de énfasis en los paseo.
No encontrará aquí setos tallados a la cuerda ni perspectivas rectilíneas. En cambio, la naturaleza se expande con toda libertad, o casi, puesto que el genio del proyecto consiste en crear sorpresas, vistas sobre la campiña circundante y el descubrimiento de construcciones, a la vuelta de un bosquecillo, la gruta de Naiades, la cascada, el templo de la filosofía, el altar del ensueño, etc.
Atravesado por dos ríos y salpicado de estanques, el parque Jean Jacques Rousseau es un espacio para filosofar, meditar sobre la vida, sobre la felicidad.